# SV Bonlanden
Sportverein Bonlanden e.V. é uma agremiação esportiva alemã, fundada a 4 de agosto de 1895, sediada em Filderstadt, no estado de Baden-Württemberg.

## História
A associação foi criada através do clube de ginástica Turnverein Bonländer e desenvolveu seu departamento de atletismo. Eles se uniram a um outro clube de ginástica local, o Freie Turnerschaft 1908 Bonlanden, em 1911.
Alguns futebolistas locais estabeleceram o Fussball Club Pfeil, em 1921, seguido da formação do Rot Sport que tinha a ideologia política comunista. Em 1930, o TV formou o departamento de futebol de maneira breve como Arbeiter Sportverein Bonlanden antes de se tornar parte do Rot Sport. De acordo com a política do Terceiro Reich, as associações desportistas de esquerda ou de tendência religiosa não eram bem-vistas e essas acabaram se unindo, em 1933, como Turngemeinde Bonlanden. Após a Segunda Guerra Mundial, as autoridades de ocupação aliadas ordenaram a dissolução das maioria das organizações do país, inclusive as esportivas. O antigo clube foi restabelecido a 7 de setembro de 1945 como Sportverein Bonlanden.
O futebol não se tornaria predominante no clube até final da década de 70 e durante os anos 80 quando a equipe atuou no menor nível amador. Em 1988, o Bonlanden ganhou o acesso à Verbandsliga Württemberg (V) na qual permaneceria por dois anos. O time foi novamente promovido, em 1994, e comemorou seu centenário conquistando a vaga para a Oberliga Baden-Württemberg (IV). Em 1996, venceu a Copa Württemberg que lhe classificou para a primeira fase da Copa da Alemanha. O time seria eliminado na primeira fase ao perder por 4 a 2 para o VfL Bochum.
O Bonlanden passou seis temporadas na Oberliga até ser rebaixado em 2001 e desde então tem alternado suas participações entre a quarta e a quinta divisão. Em 2012-2013, atua novamente na Verbandsliga após sofrer novo descenso na Oberliga.

## Títulos
| - Verbandsliga Württemberg - Campeão: (5) 1995, 2002, 2006, 2009, 2011; | - Württemberg Cup - Campeão: 1996; |

## Cronologia recente
| Temporada | Divisão                    | Módulo | Posição |
| 1999–2000 | Oberliga Baden-Württemberg | IV     | 11°     |
| 2000–01   | Oberliga Baden-Württemberg | IV     | 16° ↓   |
| 2001–02   | Verbandsliga Württemberg   | V      | 1° ↑    |
| 2002–03   | Oberliga Baden-Württemberg | IV     | 9°      |
| 2003–04   | Oberliga Baden-Württemberg | IV     | 8°      |
| 2004–05   | Oberliga Baden-Württemberg | IV     | 15° ↓   |
| 2005–06   | Verbandsliga Württemberg   | V      | 1° ↑    |
| 2006–07   | Oberliga Baden-Württemberg | IV     | 18° ↓   |
| 2007–08   | Verbandsliga Württemberg   | V      | 6°      |
| 2008–09   | Verbandsliga Württemberg   | VI     | 1° ↑    |
| 2009–10   | Oberliga Baden-Württemberg | V      | 18° ↓   |
| 2010–11   | Verbandsliga Württemberg   | VI     | 1° ↑    |
| 2011–12   | Oberliga Baden-Württemberg | V      | 17° ↓   |
| 2012–13   | Verbandsliga Württemberg   | VI     | °       |